# Saint-Porquier

Saint-Porquier este o comună în departamentul Tarn-et-Garonne din sudul Franței. În 2009 avea o populație de 1.340 de locuitori.

## Evoluția populației
| An        | 1975 | 1982 | 1990 | 1999  | 2006  | 2009  |
| --------- | ---- | ---- | ---- | ----- | ----- | ----- |
| Populație | 877  | 831  | 897  | 1.023 | 1.271 | 1.340 |